# Рухома фортеця
Рухома фортеця (також табір козацький) — мобільний загальновійськовий інженерний засіб оборонного призначення, рухомий табір із вишикуваних у кілька рядів возів, з'єднаних між собою ланцюгами. Під захистом табору можна було здійснювати марш, маневрувати на полі бою, атакувати, а також оборонятися на місці в польових умовах. За потреби вози засипали землею й окопували, а також робили інші польові укріплення.

## Опис

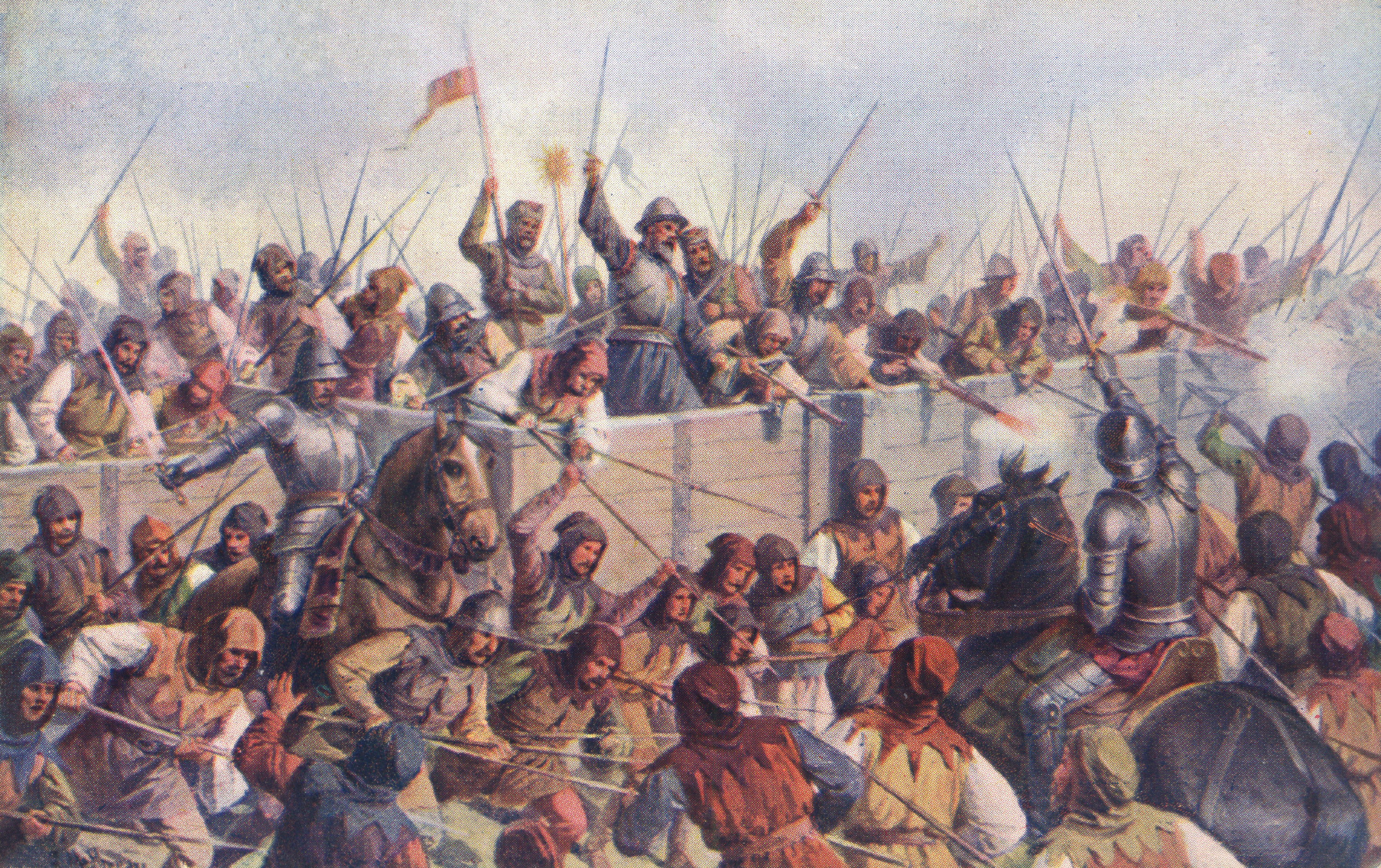
Укріплення з возів гуситів під час битви при Липанах. Йосеф Матхаусер

Являв собою типову європейську рухому інженерно-фортицікаційну споруду/стрій, єдною з найдавніше відомих з котрих є вагенбург використання якого готами документував у IV ст. Амміан Марцеллін.
Був особливістю воєнної тактики українського козацтва у XVI-XVII століттях. Похід війська відбувався під охороною табору, тобто 5-6 рядів обозних возів по обох флангах похідної колони. При зближенні з ворогом табір залишався на місці і з возів, які об'єднувалися ланцюгами та укріплювалися валами, рогатками і шанцями будували чотирикутник. Табір був для козаків базою, з якої вони вели різні операції: обстріл ворога з гармат, вилазки «герцівників», наступи піхоти чи кінноти. Ворог намагався своїми наступами роз'єднати сполучені вози і вдертися в середину табору. Сучасники називали табір «рухомою фортецею», бо козаки під прикриттям возів могли долати сотні кілометрів голим степом.
Боротьба табору була відома ще за княжих часів, коли табір обороняли дружини проти половецької кінноти в степах, також подібні табори були відомі половцям[джерело?], чумакам і купцям, чеським таборитам тощо.
Серед прикладів застосування: у 1596 під Білою Церквою Григорій Лобода мав табір з 5 рядів, у 1637 Павло Павлюк ішов табором на 6 шеренг. 1628 запорожці під заслоном табору пройшли весь Крим від Перекопу до Бахчисараю й назад. У визвольній війні під проводом гетьмана Богдана Хмельницького козацькі табори відіграли чималу роль в боях під Старокостянтиновом, Пилявцями, Берестечком (табір завдовжки і завширшки на 7 верст), Лоєвом, Білою Церквою (1651), Охматовим (1655) тощо.
Подібне формування виникло через брак ефективного прикриття піхоти кавалерією. За подібної тактики здобути перемогу вдавалося лише за умови відсутності у супротивника армати. При інших умовах, як це мало місце під час Солониці де поляки попередньо використали артобстріл, козаки не досягали успіху. В кінці XVII століття у зв'язку з розвитком артилерії табори почали зникати.